# Pogonatum nietneri
Pogonatum nietneri là một loài Rêu trong họ Polytrichaceae. Loài này được (Müll. Hal.) Broth. miêu tả khoa học đầu tiên năm 1905.